# Ескішехір
Ескішехі́р (тур. Eskişehir) — місто у північно-західній Туреччині. Населення — 764 584 (2010). Місто розташоване на річці Порсук, за 250 км на захід від Анкари, за 350 км на південний схід від Стамбула, за 90 км на південь від Кютах'ї. Назва Ескішехір в перекладі з турецької означає «старе місто» (тур. eski — старий, тур. şehir — місто). Місто обслуговує аеропорт імені Хасана Полаткана.
У місті мешкає багато кримських татар, ногаїв, а також турків-переселенців із Балканських країн. Кримські татари та ногаї, що переселилися з Криму та Північного Причорномор'я внаслідок колоніальної політики Росії з видавлювання кримських татар та ногаїв, заснували близько 40 сіл на околицях Ескішехіра. Зараз кримські татари становлять не менше третини населення міста. Посаду мера Ескішехіра, вигравши на кількох виборах поспіль, у 1999—2024 роках обіймав кримський татарин Йилмаз Буюкершен. За нього Ескішехір став одним із найбезпечніших міст світу та найбезпечнішим містом Туреччини та одним із найпривабливіших міст для турецьких студентів. Ескішехір займає перше місце в Туреччині за рівнем IQ населення із середнім показником 105,2.

## Етимологія
Назва «Ескішехір» з турецької означає як «Старе місто». Назва була задокументована в османських записах з кінця 15 століття.

## Географія
Місто Ескішехір розташоване на березі річки Порсук, яка впадає в річку Сакар'я. Дамба Порсук, розташована поблизу кордону Ескішехір-Кютахья, контролює потік води в річці.

## Клімат
Ескішехір має холодний напівпосушливий клімат (BSk) за кліматичною класифікацією Кеппена та помірно-континентальний клімат (Dc) за кліматичною класифікацією Треварта. Місто відрізняється холодною сніжною зимою і теплим сухим літом. Опади випадають переважно навесні та восени. Через велику висоту Ескішехіру та посушливе літо нічні температури в літні місяці прохолодні. Рівень опадів невеликий, але опади спостерігаються протягом року.
| Клімат Eskişehir (1991–2020, extremes 1928–2020) | Клімат Eskişehir (1991–2020, extremes 1928–2020) | Клімат Eskişehir (1991–2020, extremes 1928–2020) | Клімат Eskişehir (1991–2020, extremes 1928–2020) | Клімат Eskişehir (1991–2020, extremes 1928–2020) | Клімат Eskişehir (1991–2020, extremes 1928–2020) | Клімат Eskişehir (1991–2020, extremes 1928–2020) | Клімат Eskişehir (1991–2020, extremes 1928–2020) | Клімат Eskişehir (1991–2020, extremes 1928–2020) | Клімат Eskişehir (1991–2020, extremes 1928–2020) | Клімат Eskişehir (1991–2020, extremes 1928–2020) | Клімат Eskişehir (1991–2020, extremes 1928–2020) | Клімат Eskişehir (1991–2020, extremes 1928–2020) | Клімат Eskişehir (1991–2020, extremes 1928–2020) |
| Показник                                         | Січ.                                             | Лют.                                             | Бер.                                             | Квіт.                                            | Трав.                                            | Черв.                                            | Лип.                                             | Серп.                                            | Вер.                                             | Жовт.                                            | Лист.                                            | Груд.                                            | Рік                                              |
| Абсолютний максимум, °C                          | 19,2                                             | 22,3                                             | 29,1                                             | 31,2                                             | 35,3                                             | 36,6                                             | 39,2                                             | 38,7                                             | 38,0                                             | 34,4                                             | 25,6                                             | 21,1                                             | 39,2                                             |
| Середній максимум, °C                            | 4,3                                              | 8,0                                              | 13,1                                             | 18,1                                             | 22,9                                             | 27,0                                             | 30,2                                             | 30,6                                             | 26,4                                             | 20,0                                             | 13,0                                             | 6,6                                              | 18,4                                             |
| Середня температура, °C                          | 0,8                                              | 3,3                                              | 7,3                                              | 11,6                                             | 16,4                                             | 20,3                                             | 23,0                                             | 23,3                                             | 19,2                                             | 13,5                                             | 7,5                                              | 2,9                                              | 12,4                                             |
| Середній мінімум, °C                             | −1,8                                             | −0,3                                             | 2,5                                              | 5,9                                              | 10,6                                             | 14,4                                             | 16,6                                             | 17,0                                             | 13,0                                             | 8,4                                              | 3,3                                              | 0,0                                              | 7,5                                              |
| Абсолютний мінімум, °C                           | −23,6                                            | −23,8                                            | −16,5                                            | −7,2                                             | −1                                               | 0,5                                              | 5,0                                              | 2,2                                              | −3,7                                             | −7,1                                             | −16,7                                            | −26,3                                            | −26,3                                            |
| Середня кількість сонячних годин на місяць       | 74,4                                             | 93,2                                             | 142,6                                            | 177,0                                            | 244,9                                            | 288,0                                            | 331,7                                            | 316,2                                            | 246,0                                            | 179,8                                            | 111,0                                            | 68,2                                             |                                                  |
| Норма опадів, мм                                 | 39.6                                             | 31.1                                             | 32.6                                             | 31.9                                             | 38.1                                             | 44.1                                             | 12.5                                             | 15.7                                             | 16.0                                             | 35.3                                             | 25.0                                             | 40.7                                             | 362.6                                            |
| Днів з опадами                                   | 11,9                                             | 10,1                                             | 11,8                                             | 9,4                                              | 11,8                                             | 10,2                                             | 3,4                                              | 3,1                                              | 5,4                                              | 9,2                                              | 7,4                                              | 11,1                                             | 104,8                                            |
| ------------------------------------------------ | ------------------------------------------------ | ------------------------------------------------ | ------------------------------------------------ | ------------------------------------------------ | ------------------------------------------------ | ------------------------------------------------ | ------------------------------------------------ | ------------------------------------------------ | ------------------------------------------------ | ------------------------------------------------ | ------------------------------------------------ | ------------------------------------------------ | ------------------------------------------------ |

## Освіта
В Ескішехірі є три університети. Це Університет Анадолу, Університет Османгазі Ескішехір і Технічний університет Ескішехір, який є першим університетом у світі, який отримав привілей управління аеропортами. Університет Анадолу, окрім навчання на кампусі, започаткував відкриті університетські курси через телевізійні трансляції у 1980-х роках. Надання доступу до вищої освіти тисячам студентів, які інакше не змогли б отримати жодної вигоди.

## Кримськотатарська громада
У місті Ескішехір проживає багато кримських татар. 18 травня 2024 року громадою кримських татар було відкрито Парк кримської культури.

## Уродженці
- Туна Кіремітчі (* 1973) — турецький поет і прозаїк.
- Афра Сарачоглу — турецька акторка.

## Галерея

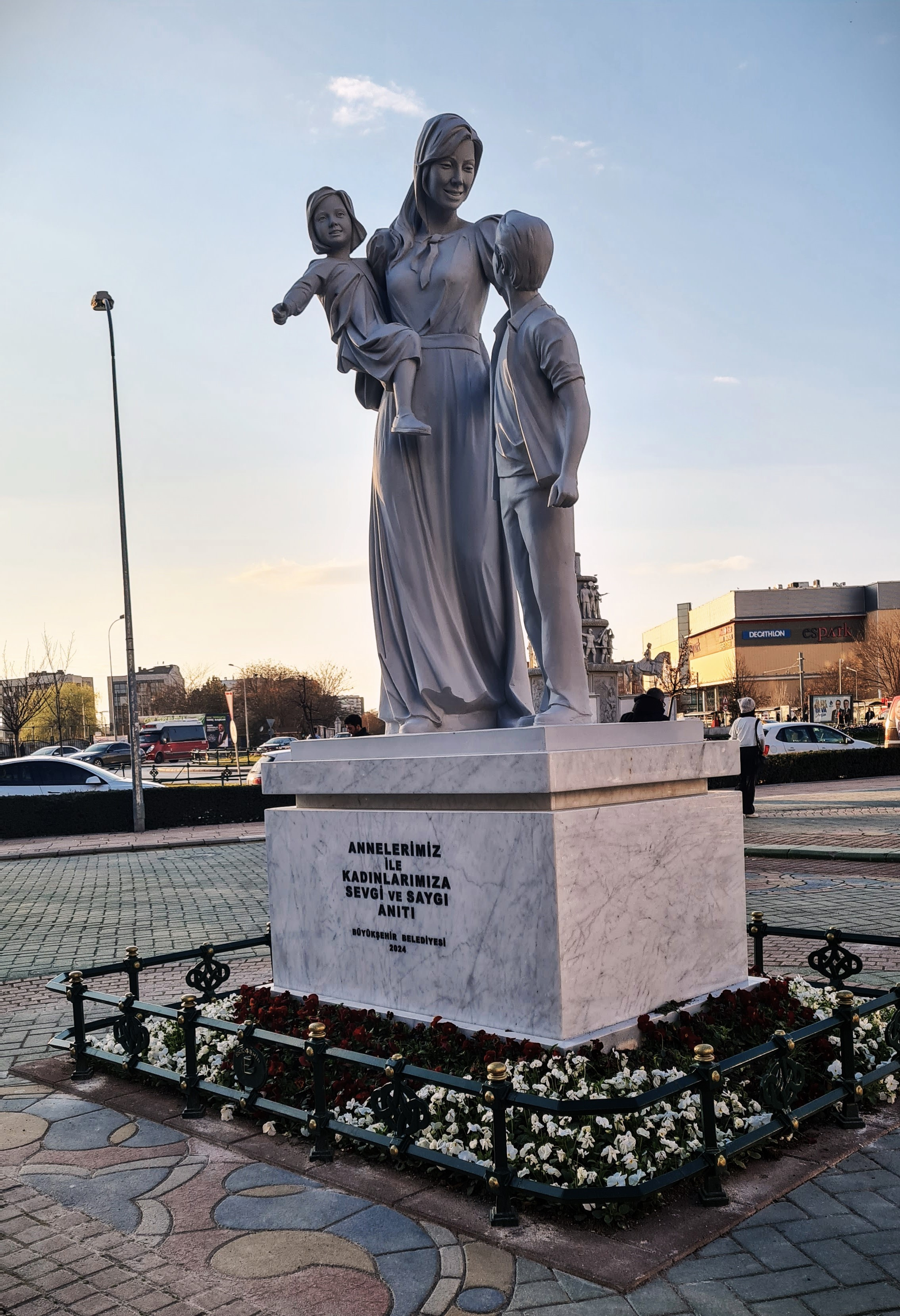
Пам'ятник матерям
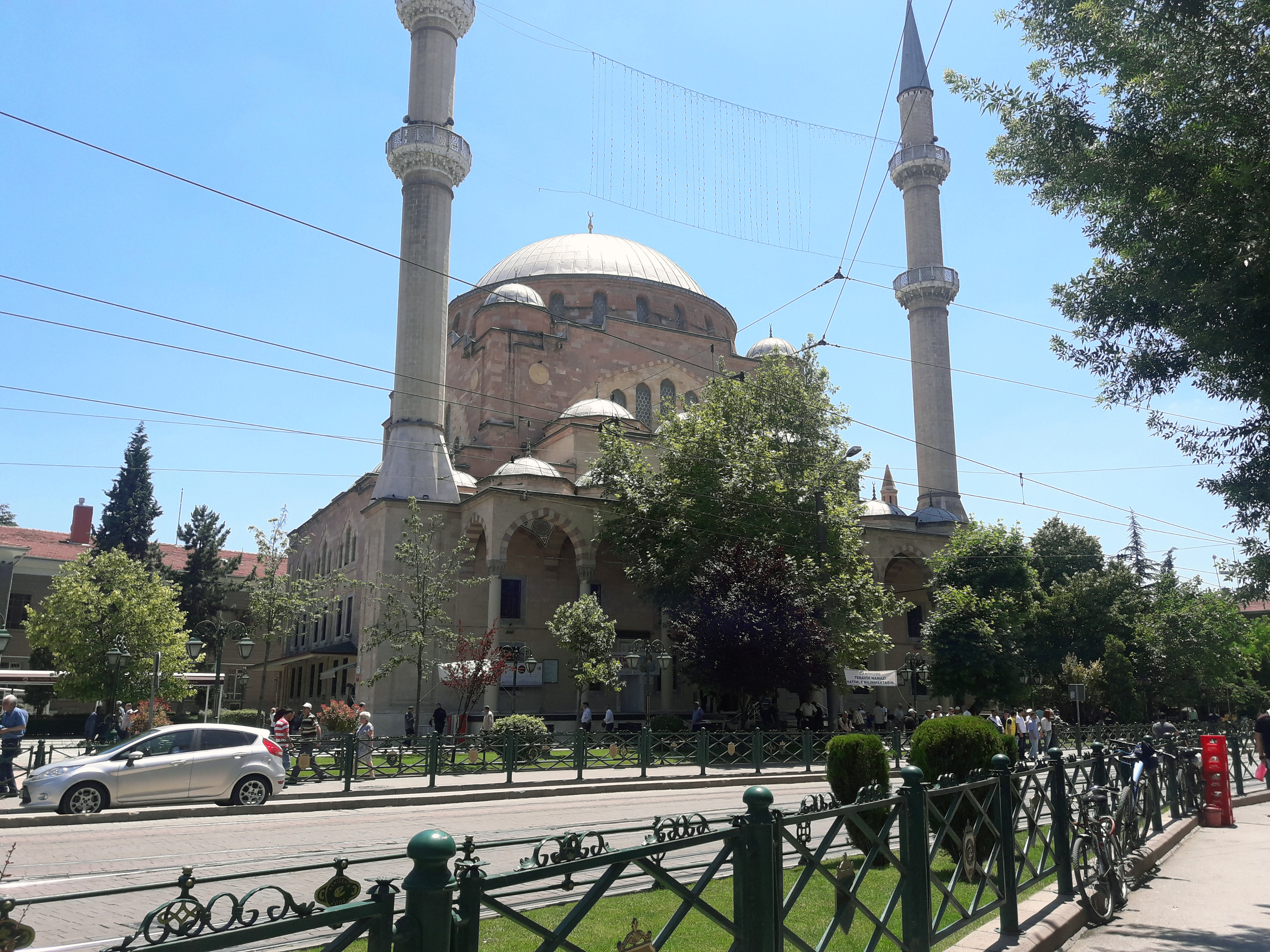
Мечеть
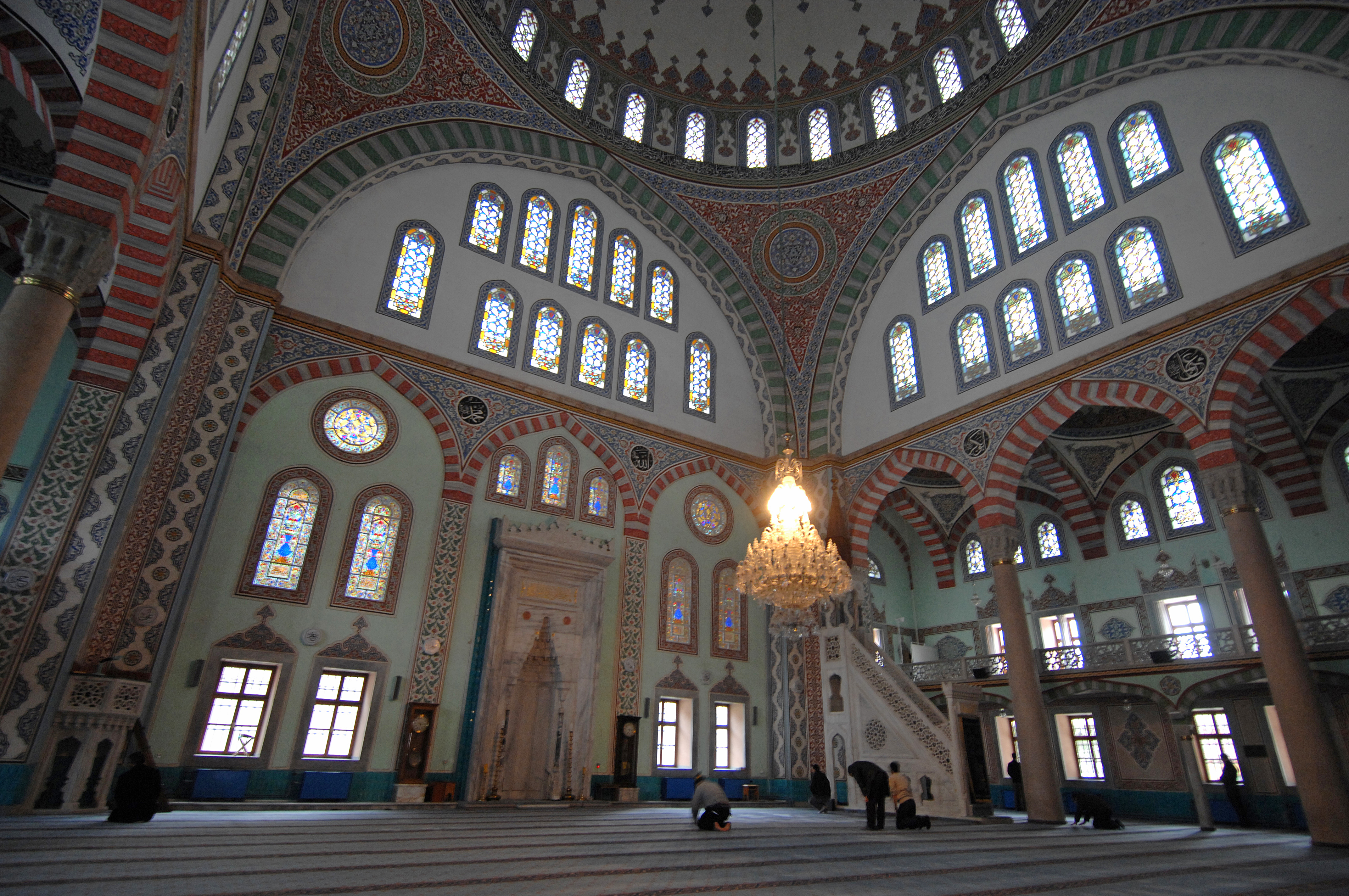
Всередині мечеті
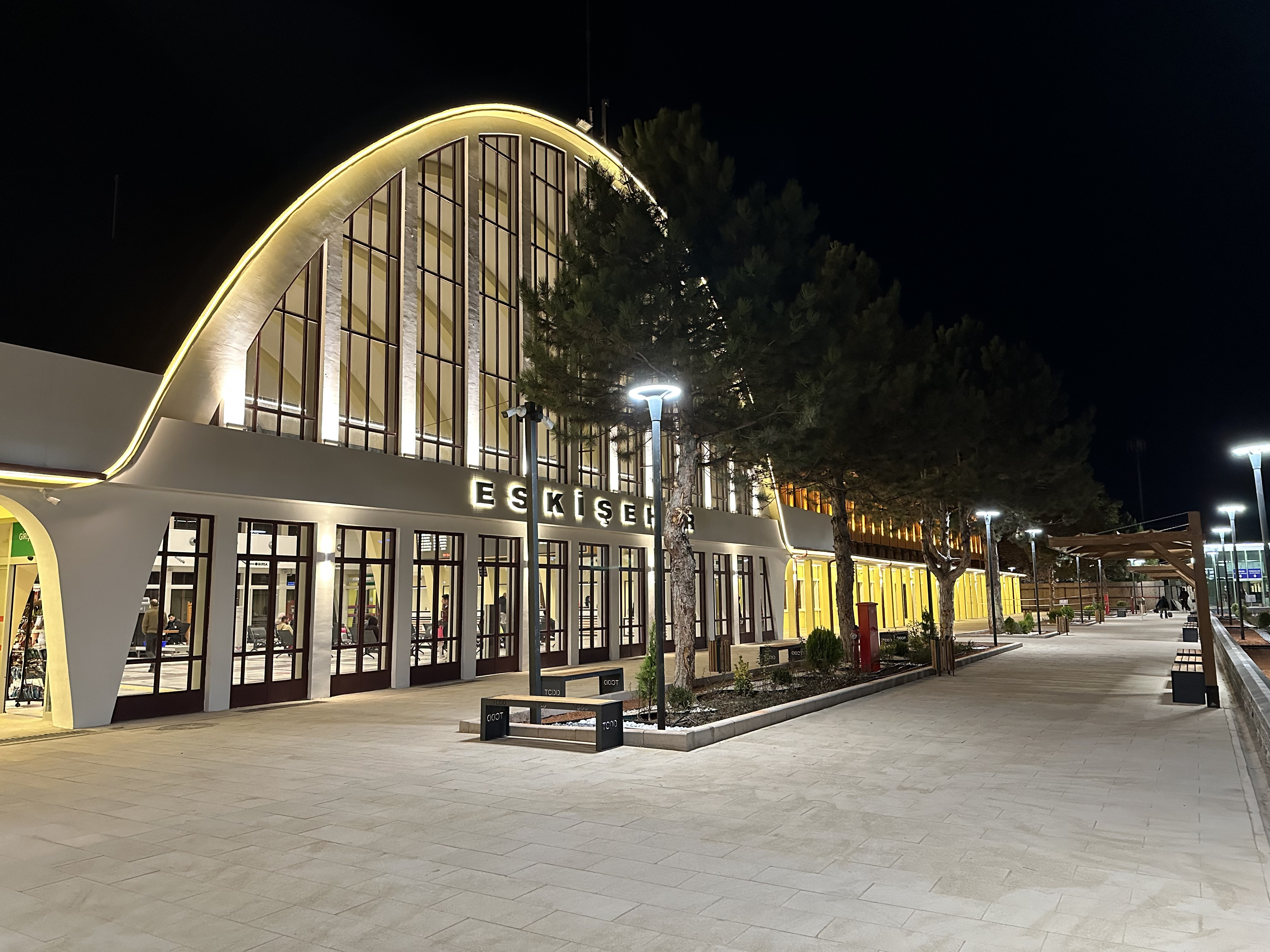
Залізнична станція
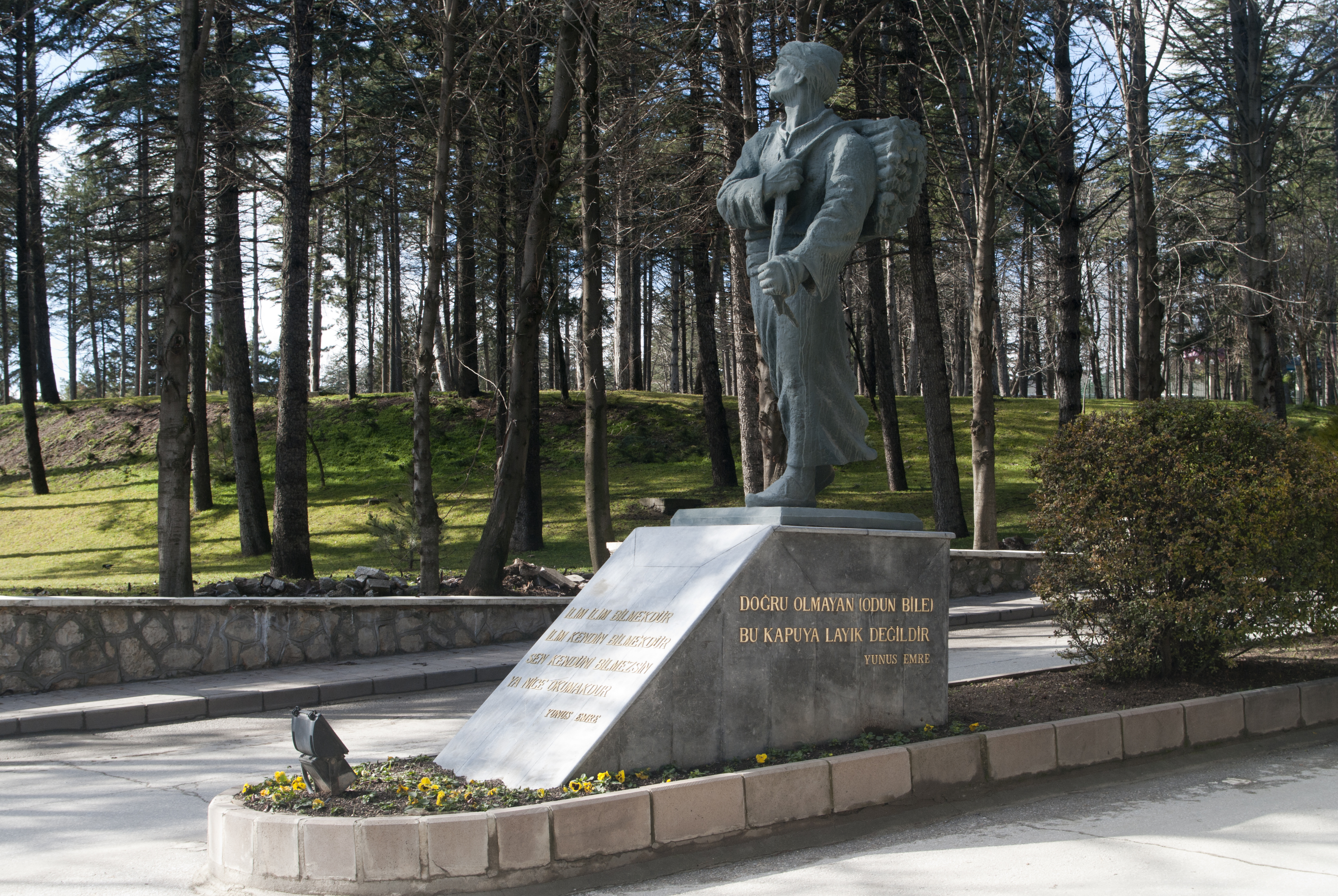
Пам'ятник турецькому поету Юнусу Емре
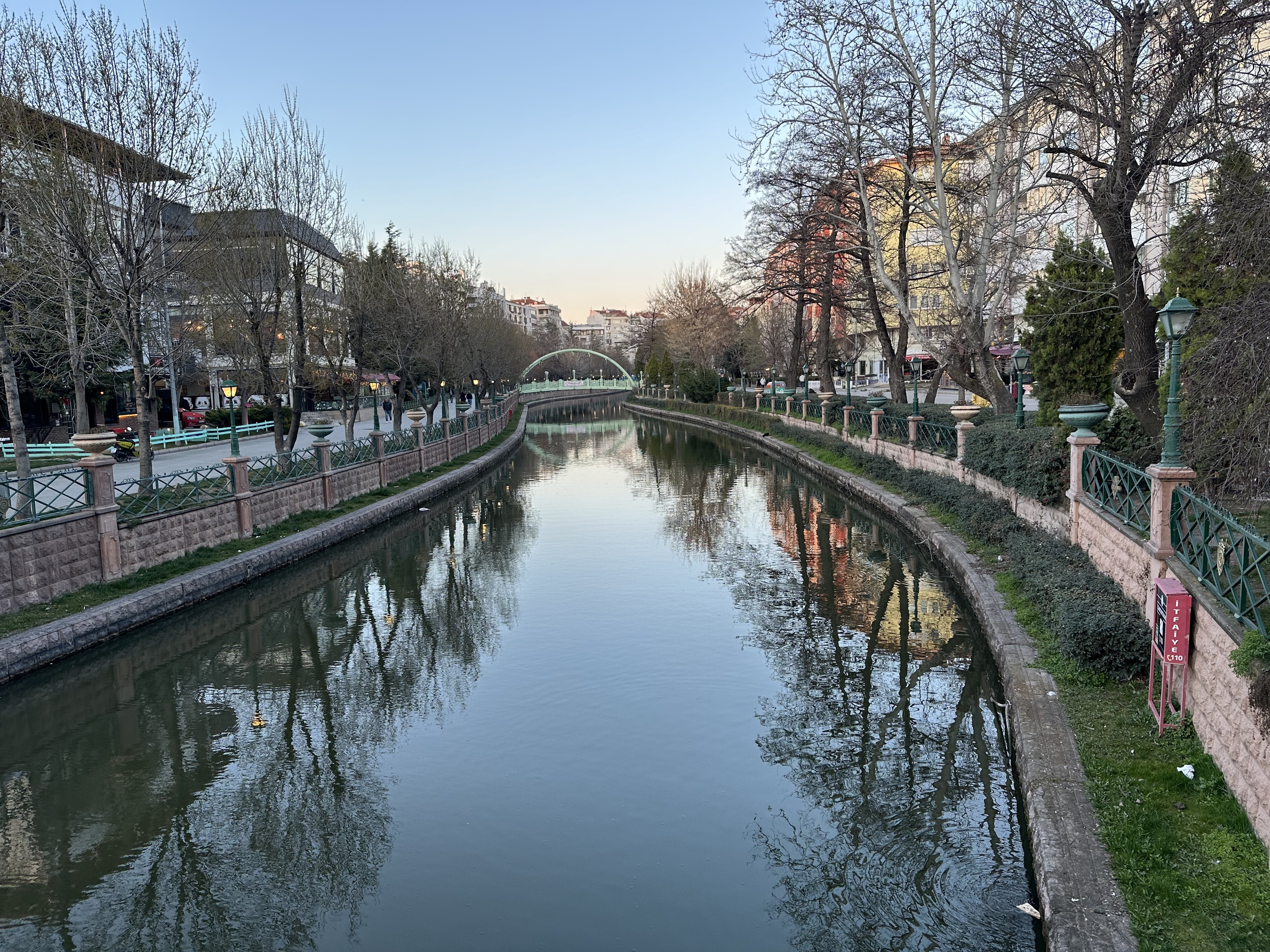
Річка Порсук, що протікає через місто
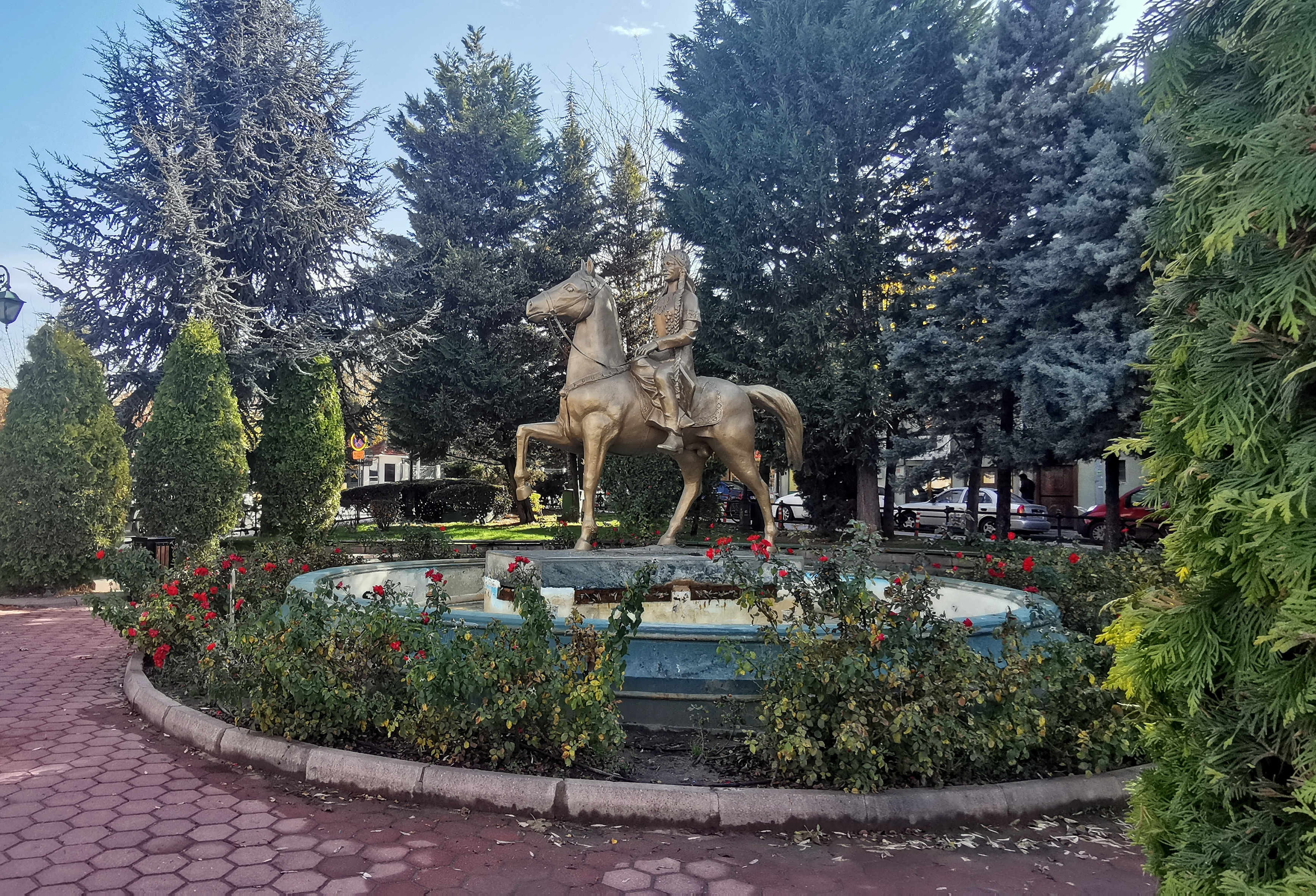
Пам'ятник вершниці
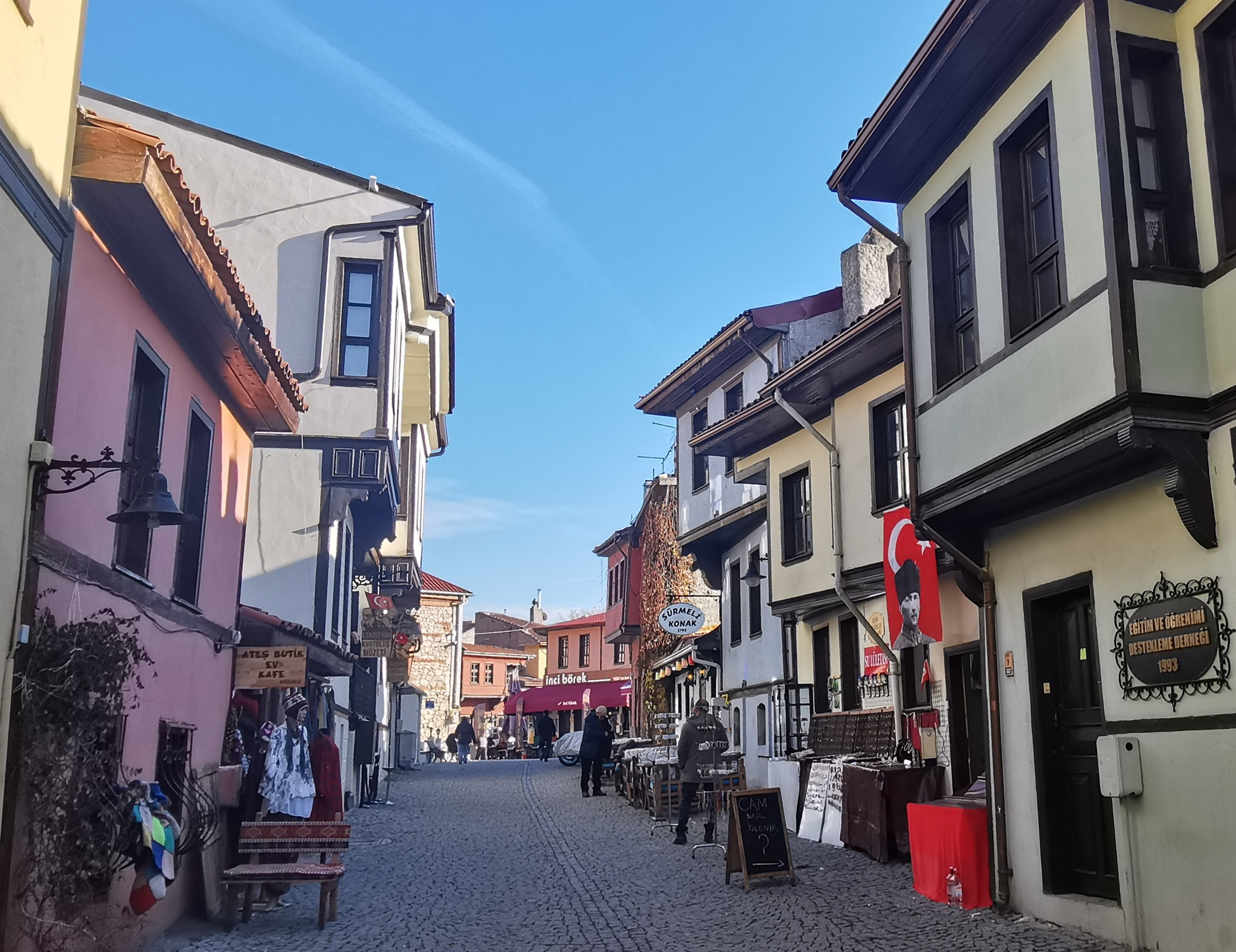
Міська вуличка у районі Одунпазари
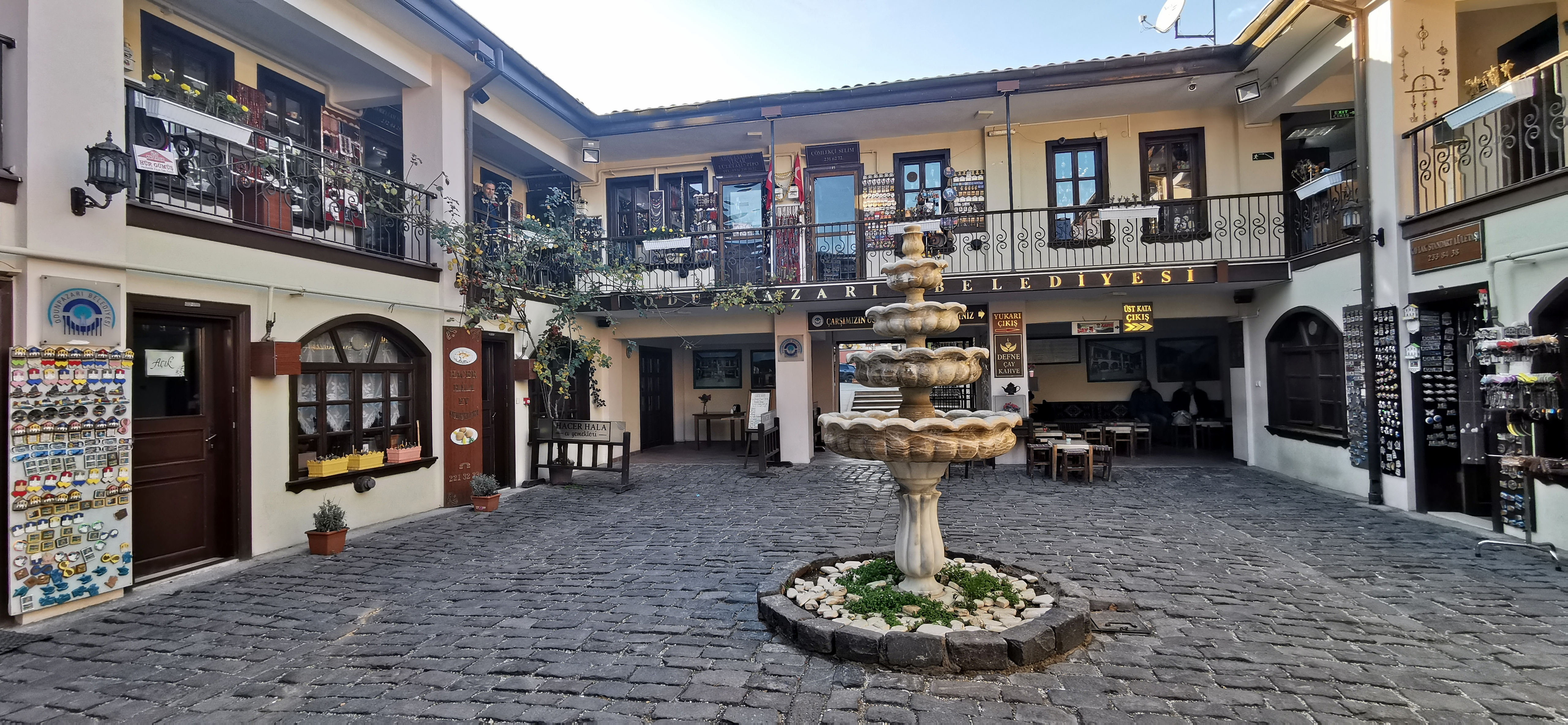
Місцева крамниця